# Villa La Ribera-Villa Elvira
Se denomina Villa La Ribera - Villa Elvira a la aglomeración urbana que se extiende entre las localidades argentinas de Villa La Ribera y Villa Elvira dentro de los departamentos Iriondo  y San Lorenzo, provincia de Santa Fe en las coordenadas 32°38′37″S 60°49′34″O / -32.64361, -60.82611.

## Población
Considerado como una aglomeración urbana por el INDEC desde el censo de 2001, cuenta según los resultados del censo 2010 con 705 habitantes, lo que representa un incremento poblacional del 13,16%.
En el anterior censo contaba con 623 habitantes.
| Componente      | Departamento | Comuna        | Censo 2010 | Censo 2001 | Censo 1991 |
| --------------- | ------------ | ------------- | ---------- | ---------- | ---------- |
| Villa La Ribera | Iriondo      |               | 408        | 482        | 136        |
| Villa La Ribera |              | Pueblo Andino | 326        | 311        | [ 4 ]      |
| Villa La Ribera |              | Oliveros      | 82         | 171        | 136        |
| Villa Elvira    | San Lorenzo  | Timbúes       | 297        | 141        | 81         |
| Total           |              |               | 705        | 623        | 217        |